# L'Albiol
Albiol (L'Albiol) là một đô thị trong comarca Baix Camp, tỉnh Tarragona, cộng đồng tự trị Catalonia, Tây Ban Nha. Dân số năm 2005 là 348 người.